# Pueblo Nuevo Solistahuacán
Pueblo Nuevo Solistahuacán é um município do estado do Chiapas, no México. A população do município calculada no censo 2005 era de 24.405 habitantes, e a de 2010 de 31.075. É sediada na cidade a Universidade Linda Vista, instituição privada adventista de ensino superior.